# 秧鹤科
秧鹤科（学名：Aramidae）是鹤形目的一个科。秧鹤是本属唯一的现存物种，另有同为秧鹤属的中新世的化石种Aramus paludigrus，及自成一属的渐新世化石物种Badistornis aramus。